# Neminídeos
Neminídeos (Neminidae) é uma família pertencente à ordem Diptera.
Géneros:
- Nemo McAlpine, 1983
- Nemula Freidberg, 1994
- Ningulus McAlpine, 1983